# Trotosema sordidum
Trotosema sordidum là một loài bướm đêm trong họ Noctuidae.